# Hoffmannia manussatani
Hoffmannia manussatani är en måreväxtart som beskrevs av John Duncan Dwyer. Hoffmannia manussatani ingår i släktet Hoffmannia och familjen måreväxter. Inga underarter finns listade i Catalogue of Life.